# Railton Special

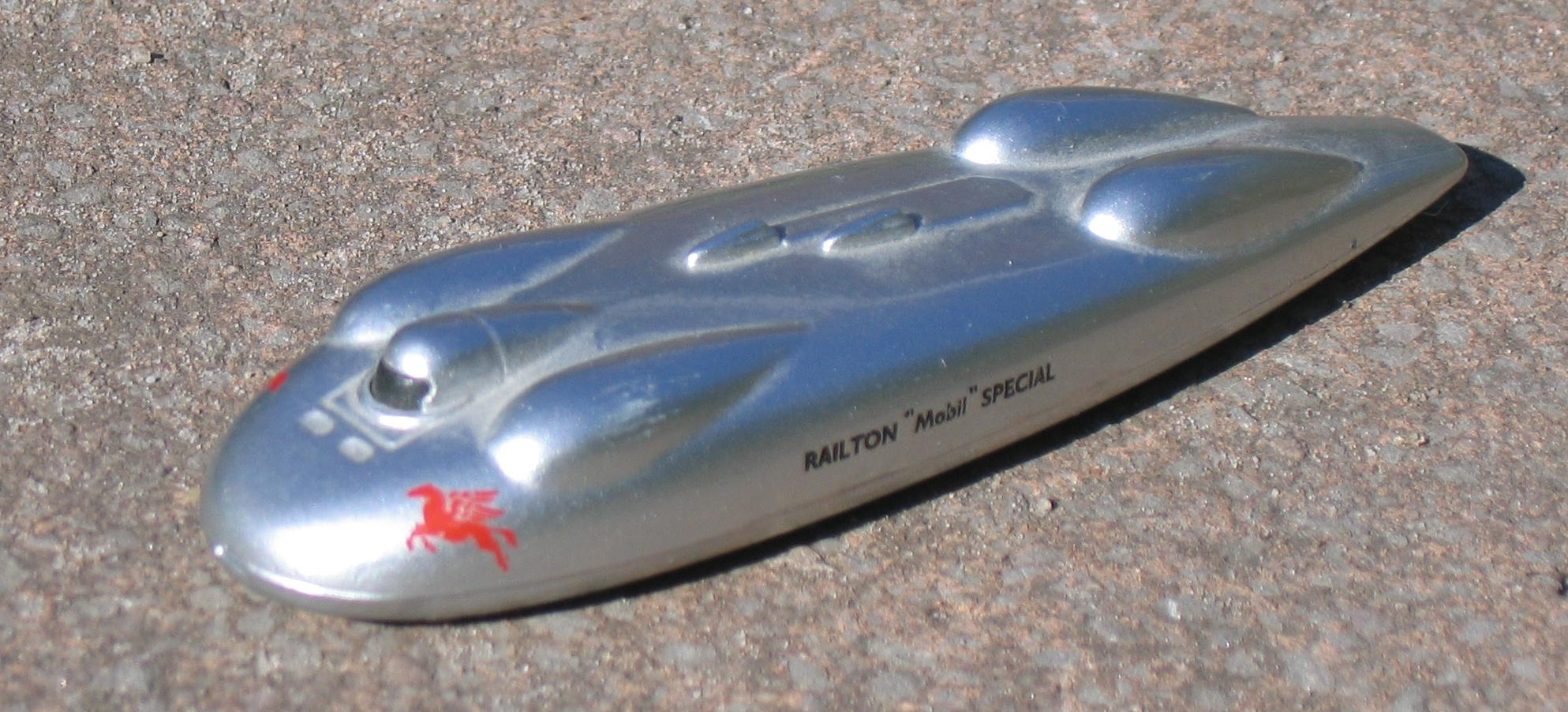
Juguete moderno Lledo, reproducción del Railton Mobil Special

El Railton Special, posteriormente reconstruido como el Railton Mobil Special, es un vehículo de motor, único diseñado por Reid Railton y construido para los exitosos intentos de John Cobb para batir el récord de velocidad en tierra en 1938.
Actualmente se exhibe en el Thinktank. Museo de la Ciencia de Birmingham (Inglaterra).

## Diseño

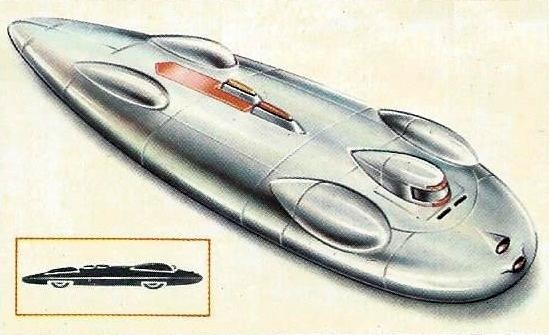
El Railton Special con John Cobb en 1947

El vehículo estaba propulsado por dos motores sobrealimentados Napier Lion VIID (WD), con configuración W12. Estos motores fueron un regalo de Marion 'Joe' Carstairs, que los había usado previamente en su lancha rápida Estelle V. Los motores múltiples no eran una técnica nueva, que ya había sido utilizada por el White Triplex de triple motor y por el rival contemporáneo del Railton Special, el Thunderbolt de George Eyston, que también utilizaba un doble motor. Con los enormes potencia disponible, la limitación estaba en encontrar una transmisión y unos neumáticos capaces de manejarla. Reid Railton encontró una solución simple e ingeniosa para este problema, aplicando un motor a cada eje por separado, dando tracción a las cuatro ruedas.

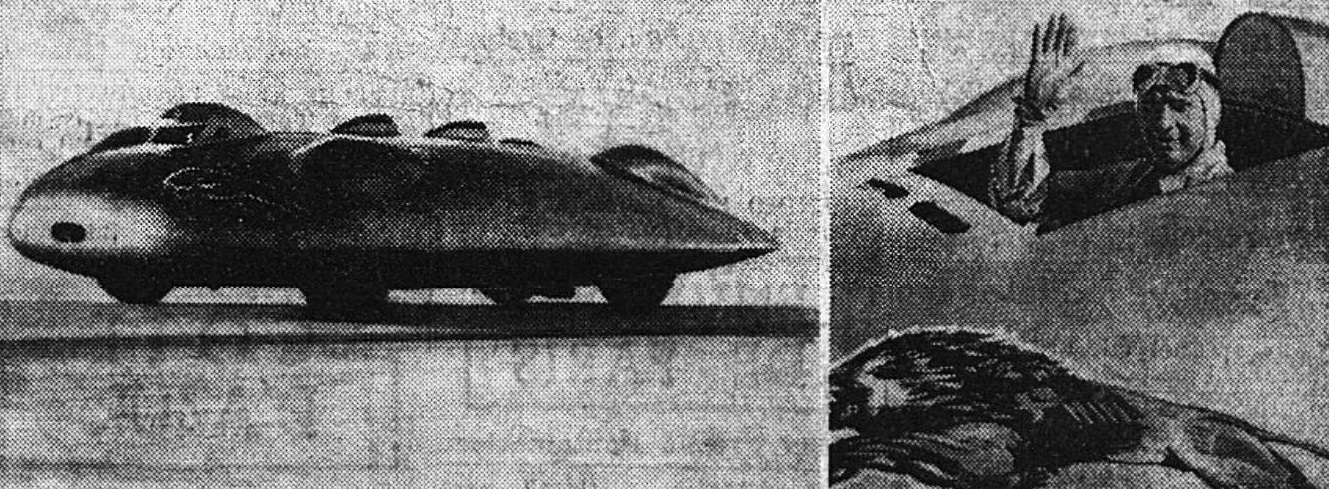
El Railton Special, con John Cobb en la carlinga

El vehículo pesaba más de 3 toneladas y medía 8,75 m de largo, 2,43 m de ancho y 1,30 m de alto. Las ruedas delanteras estaban separadas por 1,67 m y las traseras por 1,06 m. Se utilizó el túnel de viento del Laboratorio Nacional de Física para probar los distintos modelos de la carrocería.

## Récord de velocidad en tierra
El 15 de septiembre de 1938, el Railton Special batió el récord de velocidad en tierra del Thunderbolt, con un registro de 353,3 millas por hora (568,58 km/h), siendo también el primero en romper la barrera de las 350 millas por hora (563,3 km/h). Eyston volvió a batir el récord dentro de las 24 horas siguientes, con una marca de (357,50 mph / 575,34 km/h), manteniéndolo hasta que Cobb lo batió nuevamente un año más tarde (el 23 de agosto de 1939), con una velocidad de 369,7 millas por hora (594,97 km/h).

## Desarrollo adicional

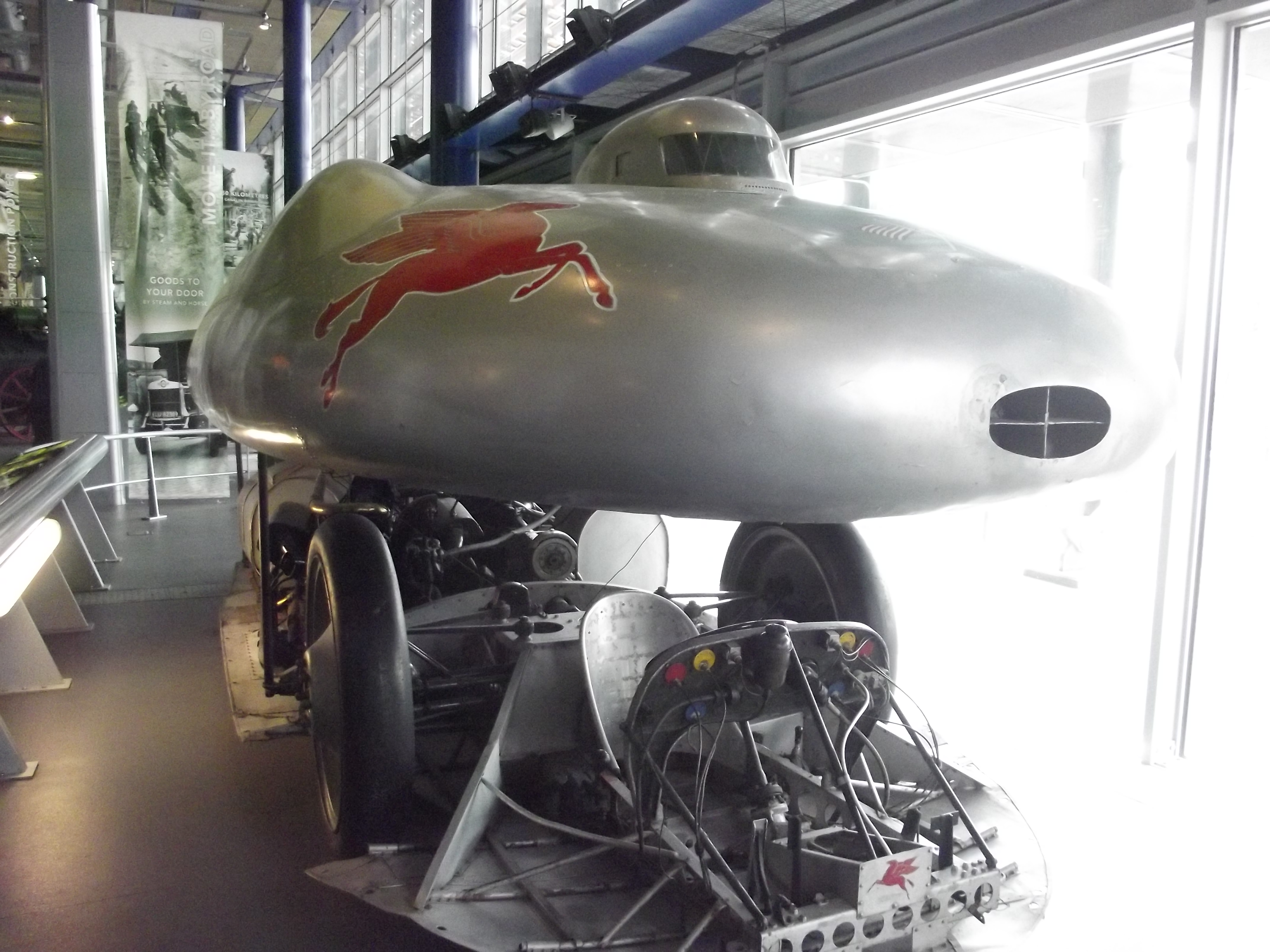
Una colección de vehículos antiguos en el nivel 0

Después de la Segunda Guerra Mundial, el desarrollo y el patrocinio de Mobil llevaron a cambiar el nombre del vehículo a Railton Mobil Special. Fue el primer vehículo terrestre que rompió la barrera de las 400 millas por hora (643,7 km/h) en una prueba cronometrada. El 16 de septiembre de 1947, John Cobb promedió 394,19 millas por hora (634,39 km/h) (385.6 y 403.1) sobre la milla medida en ambas direcciones para batir el récord mundial de velocidad terrestre, antes de que el Goldenrod estadounidense estableciera una nueva marca para los autos de récord de velocidad con motor de pistón y con ruedas, dieciocho años después.